# Proplatycnemis malgassica
Proplatycnemis malgassica is een juffer uit de familie van de breedscheenjuffers (Platycnemididae).
De wetenschappelijke naam van de soort werd in 1951 als Platycnemis malgassica gepubliceerd door Schmidt.